# Battenans-les-Mines
Battenans-les-Mines é uma comuna francesa na região administrativa de Borgonha-Franco-Condado, no departamento de Doubs. Estende-se por uma área de 2,78 km². Em 2010 a comuna tinha 51 habitantes (densidade: 18,3 hab./km²).